# Pali Miska
Pali Miska (Bradvica, 1931. május 19. – Tirana, 2008) albán kommunista politikus, közgazdász. 1975-től az albán állampárt legszűkebb vezetéséhez tartozott, a közgazdasági ügyek szakértőjeként több éven át volt ipari és bányászati (1975–1978), energetikai (1982) és mezőgazdasági miniszter (1989–1991), a minisztertanács elnökhelyetteseinek egyike (1976–1982, 1989–1991), valamint az albán nemzetgyűlés elnöke (1982–1987).

## Életútja
A Korça vidéki Bradvicában született. Közgazdasági tanulmányokat végzett, s diákévei alatt, 1951-ben lépett be az Albán Munkapártba. 1964-ben egy fushë-arrëzi fűrészárugyár igazgatójává nevezték ki. 1969-től 1975-ig a pukai pártszervezet első titkára, ezzel párhuzamosan 1970-től az albán nemzetgyűlés képviselője volt. 1975-ben emelték ki a párt felső vezetésébe: a minisztertanács tagjaként 1975. május 29-étől 1978. december 26-áig az ipari és bányászati tárcát vezette, emellett 1975 júniusától a politikai, 1976 novemberétől pedig a központi bizottság teljes jogú tagja volt. 1976. november 12-étől 1982. november 23-áig a minisztertanács egyik elnökhelyettese, valamint 1982 júniusa és novembere között ideiglenes energetikai miniszter is volt. 1982-től Fier, 1983-tól Elbasan első titkári teendői leendőit látta el. Ezzel párhuzamosan 1982. november 22-étől 1987. február 19-éig az albán nemzetgyűlés elnöki feladatait végezte. 1989. február 2-ától 1991. február 21-éig ismét a minisztertanács elnökhelyettese volt, egyúttal a mezőgazdasági miniszteri posztot is betöltötte.
Politikai pályafutása során a közgazdasági kérdések szakértőjeként tartották számon. A rendszerváltást követően letartóztatták és a közvagyon hűtlen kezelésének vádjával 1993. december 30-án hétéves börtönbüntetésre ítélték.